# Gary Sherrer

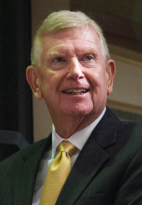
Gary Sherrer, 2015

Gary Sherrer (* 3. September 1940 in Topeka, Kansas) ist ein US-amerikanischer Politiker. Zwischen 1996 und 2003 war er Vizegouverneur des Bundesstaates Kansas.

## Werdegang
Gary Sherrer absolvierte die Emporia State University und unterrichtete danach als Lehrer. Außerdem war er in Wichita im Bankgewerbe sowie in anderen Geschäftsbereichen tätig. Gleichzeitig schlug er als Mitglied der Republikanischen Partei eine politische Laufbahn ein. Zwischen 1995 und 2002 war er Handelsminister des Staates Kansas (Secretary of the Department of Commerce).
Nach dem Wechsel von Vizegouverneurin Sheila Frahm in den US-Senat und ihrem damit verbundenen Rücktritt ernannte Gouverneur Bill Graves Gary Sherrer zu seinem neuen Stellvertreter. Dieses Amt bekleidete er nach einer Wiederwahl im Jahr 1998 zwischen dem 18. Juli 1996 und dem 13. Januar 2003. Er setzte sich unter anderem für die Verbesserung des Bildungswesens in seinem Staat ein. Sherrer war der bisher am längsten amtierende Vizegouverneur von Kansas. Zwischen 2007 und 2011 war er Vorsitzender des Kansas Board of Regents, einer Organisation, die die sechs staatlichen Universitäten umfasst und mit anderen Bildungsanstalten in Kansas zusammenarbeitet. Von diesem Amt trat Sherrer im Mai 2011 zurück – aus Verärgerung, weil man ihn nicht zum Vorsitzenden eines Ausschusses ernannt hatte, der den neuen Präsidenten der Emporia State University bestimmen sollte.